# Apiculonia tibetana
Apiculonia tibetana är en tvåvingeart som beskrevs av Wang 1990. Apiculonia tibetana ingår i släktet Apiculonia och familjen borrflugor. Inga underarter finns listade i Catalogue of Life.